# حملة الألف
حملة الألف كانت حملة عسكرية بقيادة جوزيبي غاريبالدي الثوري في 1860. هزم بقوة من المتطوعين مملكة الصقليتين، مما أدى إلى انحلال المملكة وضمها من قبل مملكة سردينيا و كانت خطوة هامة في إنشاء المملكة الموحدة من إيطاليا. تعدّ هذه الحملة أحد أحداث توحيد إيطاليا التي جرت عام 1860. أبحر فيلق من المتطوعين بقيادة جوزيبي غاريبالدي من كوارتو بالقرب من جنوة (كوارتو دي ميل الآن) ورسى في مارسالا (مرسى علي) في صقلية، لغزو مملكة الصقليتين، التي يحكمها آل بوربون-الصقليتين.
كان المشروع مجازفة طموحة وخطرة تهدف إلى غزو مملكة تملك جيشًا نظاميًا كبيرًا وأسطولًا حربيًا قويًا بألف رجل فقط. نجحت الحملة وانتهت باستفتاء عام ضم نابولي وصقلية إلى مملكة سردينيا، وكانت آخر غزو إقليمي قبل إنشاء مملكة إيطاليا في 17 مارس 1861.
كان هذا المشروع البحري هو الإجراء الوحيد المرغوب الذي قرره الآباء الأربعة للأمة (جيوزيبي مازيني، وجيوزيبي غاريبالدي، وفيكتور إمانويلي الثاني، وكاميلو كافور) بشكل مشترك، سعيًا لتحقيق أهداف متباينة. حرض فرانشيسكو كريسبي الحملة، واستخدم نفوذه السياسي لدعم مشروع توحيد إيطاليا.
شاركت المجموعات المختلفة في الحملة لأسباب متعددة: كان هدف غاريبالدي توحيد إيطاليا؛ بينما سعت البرجوازية الصقلية، نحو تحقيق استقلال صقلية كجزء من مملكة إيطاليا، وكان هدف عامة الشعب هو توزيع الأراضي وإنهاء القمع.

## خلفية
وقعت أحداث الحملة في إطار عملية توحيد إيطاليا الشاملة، التي نسقها كاميلو كافور، رئيس وزراء سردينيا-بييمونتي بشكل أساسي، وكرس حياته لها. بعد ضم دوقية توسكانا الكبرى ودوقيات مودينا وبارما ورومانيا إلى بييمونتي في مارس 1860، تطلع القوميون الإيطاليون نحو مملكة الصقيلتين، التي ضمت البر الرئيسي لجنوب إيطاليا وصقلية، كخطوة تالية نحو حلمهم في توحيد جميع الأراضي الإيطالية.
في عام 1860 كان غاريبالدي، أشهر زعيم ثوري إيطالي آنذاك، يخطط في جنوة لشن حملة ضد صقلية ونابولي، بدعم سري من المملكة المتحدة. كان زعماء صقلية، من بينهم فرانشيسكو كريسبي، مستائين من الحكم النابولي للجزيرة. وعلاوةً على ذلك، كانت بريطانيا قلقة من نهج النابوليين تجاه الإمبراطورية الروسية في المحاولة الأخيرة لفتح طريقها نحو البحر الأبيض المتوسط؛ زاد افتتاح قناة السويس من الأهمية الاستراتيجية لموانئ صقلية بشكل كبير. أشار لورينزو ديل بوكا وآخرون إلى أن الدعم البريطاني لحملة غاريبالدي كان مدفوعًا بضرورة تحقيق ظروف اقتصادية ملائمة أكثر لاستخراج الكبريت الصقلي، الذي كان مطلوبًا بكميات كبيرة للذخائر.

### البحث عن ذريعة حرب
احتاجت مملكة سردينيا-بييمونتي إلى ذريعة حرب لمهاجمة مملكة الصقليتين، وكان هذا ضروريًا لآل سافويا الذين لم يصرحوا مطلقًا عن أي حرب ضد مملكة بوربون، وهي شرطً ضروري لأنها كانت من المتطلبات المقدمة إلى كافور. كان الحدث الوحيد الذي يلبي هذا الشرط هو الانتفاضة الداخلية. فحدث مثل هذا كان سيُشعر بانعزال الشعب عن الأسرة الحاكمة في نابولي، وعجز فرانسيس بوربون عن تأمين أشكال مقبولة من السياسة العامة في مجالاتهم. كانت صقلية، كما تبين من تاريخ العقود الماضية، أرضًا خصبة، وكان الجنوب ليبراليًا، وخاصةً أولئك الذين عادوا بعد عفو عام من الملك الشاب، والذي عمل في هذا الاتجاه (الليبرالي) لبعض الوقت.

## الحملة

### أصحاب القمصان الحمر

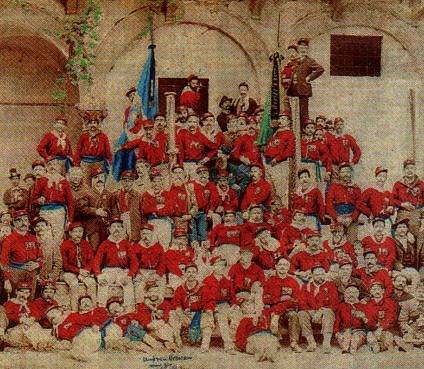
متطوعو أصحاب القمصان الحمر

في مارس 1860، حث المنفي روزولينو بيلو جوزيبي غاريبالدي على تولي مسؤولية حملة لتحرير جنوب إيطاليا من حكم آل بوربون. عارض غاريبالدي الفكرة، لكنه وافق في النهاية. بحلول مايو 1860، جمع غاريبالدي 1089 متطوعًا لحملته في صقلية.
جاء أكبر عدد من المتطوعين من لومباردي (434 متطوعًا)، وجاءت أعداد كبيرة أخرى من إقليم فينيتو المحتل (194 متطوعًا)، وجنوة (156 متطوعًا)، وتوسكانا (78 متطوعًا). وكان هناك حوالي 45 متطوعاً من صقلية و46 متطوعاً من نابولي، و11 متطوعًا فقط من روما والمنطقة البابوية. انضم 33 أجنبيًا إلى الحملة، من بينهم استفان تور وثلاثة مجريين آخرين و14 إيطاليًا من ترينتينو من الإمبراطورية النمساوية. وكان معظم المتطوعين من الطلاب والحرفيين من الطبقات الدنيا.
كان المتطوعون البالغ عددهم 1089 مسلحين بشكل ضعيف بالبنادق القديمة، وكانوا يرتدون زيًا بسيطًا مؤلفًا من قميص أحمر وبنطال رمادي.
في ليلة 5 مايو، استولت مجموعة صغيرة بقيادة نينو بيكسيو على باخرتين في جنوة من شركة روبارتينو للملاحة (منتحتهما الشركة سرًا لهم، ولكن اتبع هذا النهج لتجنب تحمل أي مسؤولية من خلال الإنكار) لنقل المتطوعين إلى صقلية. أخذوا السفينتين اللتين سُمّيتا بيمونتي ولومباردو إلى الشواطئ الصخرية المجاورة في كوارتو دي ميل، جنوة، حيث انطلق المتطوعون (بمن فيهم زوجة فرانشيسكو كريسبي، روزاليا) نحو صقلية.

### الرسو في صقلية
انضمت السفن البحرية الملكية البريطانية التي ضمت إتش إم إس هانيبال تليها قوارب أرغوس وإنترابيد المسلحة تحت قيادة الأدميرال رودني موندي إلى السفن الإيطالية. ورست في مارسالا، غربي صقلية، في 11 مايو. ردع وجود السفن البريطانية في الميناء، سفن البوربون من التدخل. تعرضت لومباردو للهجوم لكنها لم تغرق حتى الانتهاء من الإنزال، بينما تم الاستيلاء على سفينة بيمونتي. سُبق الإنزال بوصول فرانشيسكو كريسبي وآخرين، الذين كانت مهمتهم كسب تأييد السكان المحليين للمتطوعين.
أعلن غاريبالدي في 14 مايو في ساليمي نفسه ديكتاتورًا على صقلية باسم الملك فيكتور إيمانويل الثاني ملك سردينيا.

### كالاتافيمي وباليرمو
انتصرت  حملة الألف بمعركة أولى في كالاتافيمي ضد حوالي 2,000 جندي من نابولي في 15 مايو. عززت المعركة الروح المعنوية لحملة الألف، ولكن أحبطت النابوليين الذين قادهم الضباط الكبار الفاسدين بشكل سيء في أغلب الأحيان، وبدأوا يشعرون بأنهم مهملون. توسعت صفوف حملة الألف إلى 1200 رجل محلي بعد أن وعدوا كل رجل تطوع للقتال ضد البوربون بقطعة أرض. وفي 27 مايو، وبمساعدة تمرد شعبي، فرضت حملة الألف حصارًا على باليرمو، عاصمة الجزيرة. دافع حوالي 16000 رجل عن المدينة، لكنهم كانوا تحت قيادة الجنرال فرديناندو لانزا (75 عامًا) المشوشة والمترددة (من المحتمل أن يكون أحد ضباط نابولي الذين دُعموا بأموال إنجليزية).
بينما هاجم رتلين من قوات غاريبالدي الحدود الخارجية للمدينة، ثار جزء من السكان المعززين بـ 2000 سجين محررين من السجون المحلية  ضد الحامية. أمر لانزا بقصف المدينة لثلاثة أيام عندما طُردت قواته من معظم مواقعها، ما تسبب في مقتل 600 مدني. سيطر غاريبالدي بحلول 28 مايو على معظم المدينة وأعلن خلع سلطة آل بوربون. وفي اليوم التالي، هُزم هجوم مضاد يائس للنابوليين وعادوا أدراجهم، وطالب لانزا بهدنة. أصبح الوضع خطيرًا جدًا بالنسبة لغاريبالدي عندما وصل فريق تعزيز من القوات المجهزة والمتدربة جيدًا إلى المدينة، ولم ينقذه إلا قرار لانزا بالاستسلام. وقعت هدنة بوساطة أدميرال بريطاني وغادر الأسطول النابولي الميناء.

## معرض صور

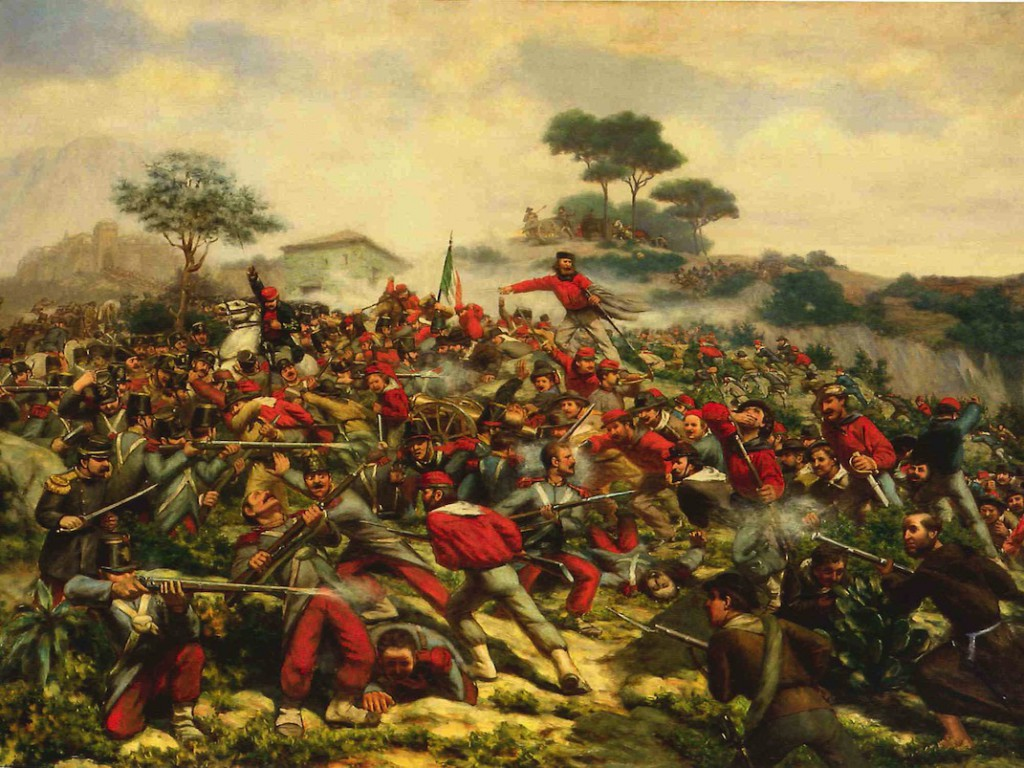
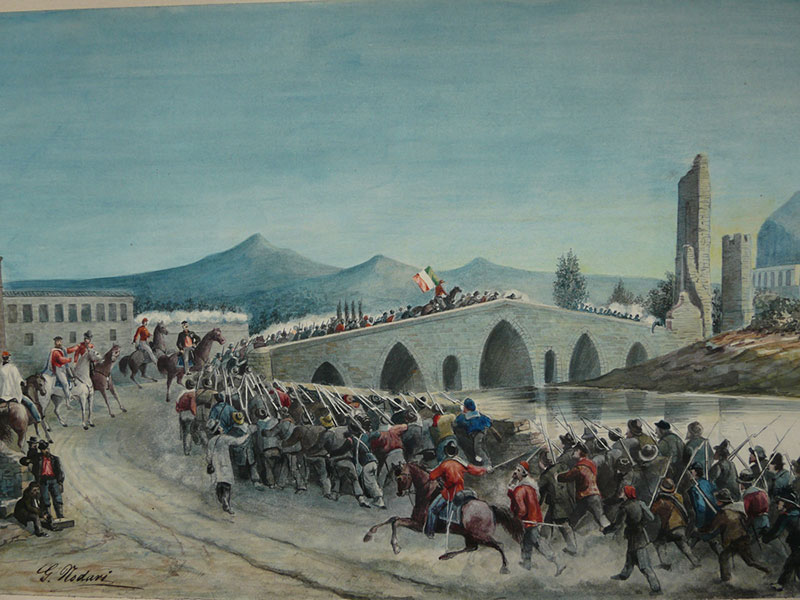
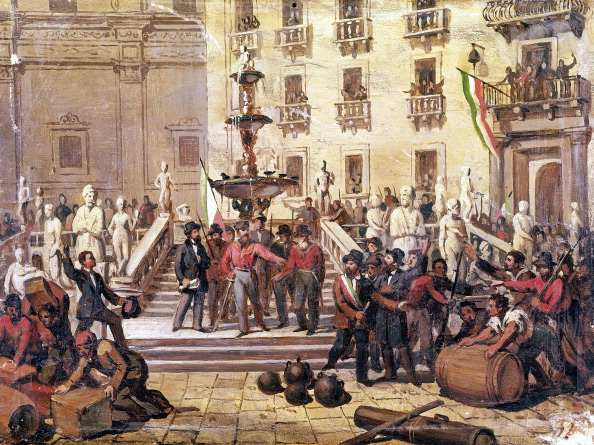